# سعادت (فیلم ۲۰۱۷)
سعادت (به انگلیسی: Bliss) یک فیلم سینمایی تریلر روان‌شناختی محصول سال ۲۰۱۷ سینمای فیلیپین که توسط جرولد تاروگ نوشته، کارگردانی و تدوین شده‌است. در این فیلم ایزا کالزادو، یان ونراکیون، تی جی ترینیداد، مایکل دو مسا و آدرین ورگارا بازی می‌کنند. این فیلم در ژاپن در دوازدهمین جشنواره فیلم آسیایی اوزاکا در مارس ۲۰۱۷ برای تحسین منتقدان شرکت کرد جایی که کالزادو جایزه مروارید یاکوشی بهترین بازیگر را نیز بدست آورد. اولین بار این فیلم در فیلیپین در ۱۰ مه منتشر شد.